# Villemoirieu

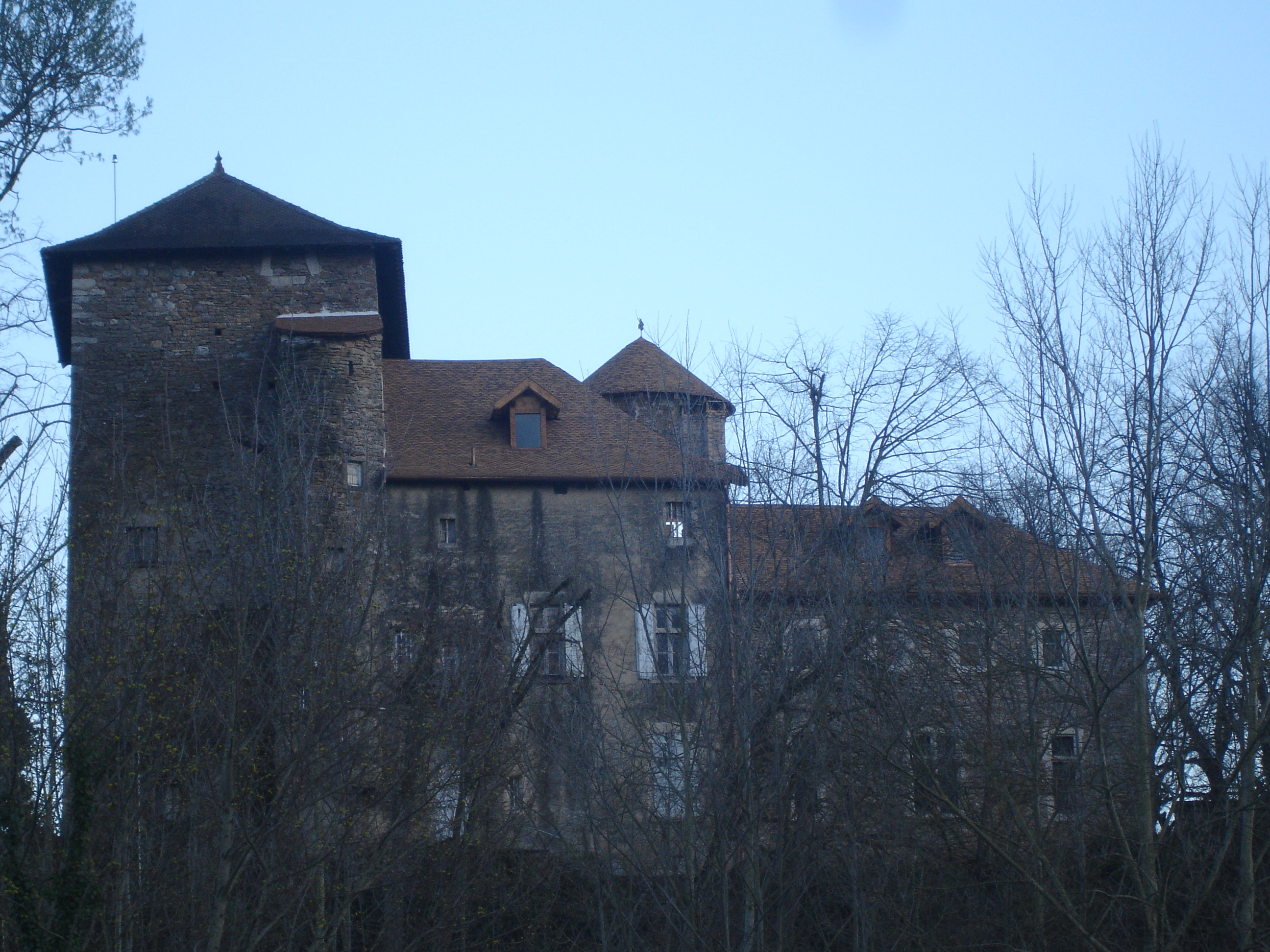
Zamek w Villemoirieu, 2010

Villemoirieu – miejscowość i gmina we Francji, w regionie Owernia-Rodan-Alpy, w departamencie Isère.
Według danych na rok 1990 gminę zamieszkiwało 1305 osób, a gęstość zaludnienia wynosiła 98 osób/km² (wśród 2880 gmin regionu Rodan-Alpy Villemoirieu plasuje się na 640. miejscu pod względem liczby ludności, natomiast pod względem powierzchni na miejscu 887.).